# Edgar Escalante
Edgar Marcelo Escalante Mojica (Santa Cruz de la Sierra, 13 de mayo de 1986) es un exfutbolista boliviano. Jugaba como centrocampista.

## Clubes
| Club                     | País    | Año         | PJ | Goles |
| ------------------------ | ------- | ----------- | -- | ----- |
| Wilstermann              | Bolivia | 2005 - 2007 |    |       |
| La Paz FC                | Bolivia | 2008        | 5  | 2     |
| San José                 | Bolivia | 2009 - 2010 | 72 | 10    |
| Nacional Potosí          | Bolivia | 2010 - 2011 | 50 | 11    |
| Universitario de Sucre   | Bolivia | 2012 - 2013 | 32 | 2     |
| Blooming                 | Bolivia | 2013 - 2014 | 17 | 0     |
| Real Potosí              | Bolivia | 2014        | 39 | 4     |
| Club Atlético Ciclón     | Bolivia | 2015        | 28 | 2     |
| Club Petrolero del Chaco | Bolivia | 2016–2017   | 4  | 1     |